# Ferdana
Ferdana è una frazione di 22 abitanti del comune di Calice al Cornoviglio, in provincia della Spezia.

## Geografia fisica
Situata a 143 metri di quota e dominata dai monti Pizzicante (682 m s.l.m.) e dal Carme di Garbugliaga, è ubicata lungo la sponda destra del torrente Usurana, presso la confluenza del rio Ferdana, a circa tre chilometri a valle del capoluogo.
Il centro abitato viene citato nello statuto comunale come Ferdana-Novegina, in riferimento alla piccola località situata nelle vicinanze della frazione.

## Storia
I manufatti più antichi del borgo risalgono alla prima metà del XIV secolo e presentano un'architettura di tipo rurale. In passato la frazione contava una cospicua presenza di mulini e frantoi ma era soprattutto nota, insieme al borgo vicino di Terruggiara, per essere "il paese dei pastai", in quanto era notevole la produzione del tipico alimento tradizionale italiano.

## Monumenti e luoghi d'interesse

### Architetture religiose
Presso Ferdana era presente una piccola chiesa, detta del Bozzo, in seguito distrutta da un'esondazione del torrente Usurana.

### Architetture civili
Nel piccolo borgo era presente un ponte medievale, dotato di un ampio criptoportico di notevole interesse. Situato lungo un percorso secondario della Via Francigena, fu distrutto a seguito dell'alluvione del 25 ottobre 2011. Oggi risulta sostituito da una passerella.